# Вереміївська сільська рада (Чорнобаївський район)
Веремі́ївська сільська́ ра́да — адміністративно-територіальна одиниця та орган місцевого самоврядування в Чорнобаївському районі Черкаської області. Адміністративний центр — село Вереміївка.

## Загальні відомості
- Населення ради: 1 862 особи (станом на 2001 рік)

## Населені пункти
Сільській раді були підпорядковані населені пункти:
- с. Вереміївка

## Склад ради
Рада складалася з 16 депутатів та голови.
- Голова ради: Казидуб Наталія Іванівна
- Секретар ради: Шаповал Наталія Василівна

### Керівний склад попередніх скликань
| Прізвище, ім'я, по батькові | Основні відомості                                                         | Дата обрання | Дата звільнення |
| --------------------------- | ------------------------------------------------------------------------- | ------------ | --------------- |
| Стадник Володимир Іванович  | Сільський голова, 1951 року народження, безпартійний                      | 26.03.2006   | 26.12.2006      |
| Кабанов Микола Петрович     | Сільський голова, 1940 року народження, безпартійний                      | 22.04.2007   | 31.10.2010      |
| Казидуб Наталія Іванівна    | Сільський голова, 1963 року народження, освіта вища, член Партії регіонів | 31.10.2010   |                 |

Примітка: таблиця складена за даними сайту Верховної Ради України

### Депутати
За результатами місцевих виборів 2010 року депутатами ради стали:

#### За суб'єктами висування
| Суб'єкт висування | Кількість обраних депутатів | %    |
| ----------------- | --------------------------- | ---- |
| Партія регіонів   | 14                          | 87,5 |
| Самовисування     | 2                           | 12,5 |

#### За округами
| № округу        | Прізвище, ім'я, по батькові    | Дата визнання обраним | Освіта             | Партійна приналежність                        | Відомості про обраного депутата                       |
| --------------- | ------------------------------ | --------------------- | ------------------ | --------------------------------------------- | ----------------------------------------------------- |
| Партія регіонів |                                |                       |                    |                                               |                                                       |
| 1               | Зобенько Ольга Василівна       | 04.11.2010            | середня спеціальна | член Партії регіонів                          | ПСРП «Рибартіль», бухгалтер                           |
| 2               | Зобенько Людмила Іванівна      | 04.11.2010            | середня спеціальна | член Партії регіонів                          | Вереміївська дільнична лікарня, фельдшер              |
| 3               | Хмельницька Надія Григорівна   | 04.11.2010            | вища               | член Партії регіонів                          | Фермерське господарство «Зелений світ», голова        |
| 4               | Бугрій Микола Павлович         | 04.11.2010            | середня спеціальна | член Партії регіонів                          | СТОВ «Вереміївка», завгосп                            |
| 5               | Моісеєнко Антоніна Олексіївна  | 04.11.2010            | середня спеціальна | член Партії регіонів                          | Вереміївська дільнична лікарня, молодша медсестра     |
| 6               | Редька Любов Василівна         | 04.11.2010            | вища               | член Партії регіонів                          | Вереміївська сільська бібліотека, бібліотекар         |
| 7               | Переузник Світлана Василівна   | 04.11.2010            | середня спеціальна | член Партії регіонів                          | ПП «Ганноцький», продавець                            |
| 8               | Стадник Ніна Григорівна        | 04.11.2010            | середня спеціальна | член Партії регіонів                          | Аптека № 153, фармацевт                               |
| 9               | Сивинська Ганна Іванівна       | 04.11.2010            | середня спеціальна | член Партії регіонів                          | Вереміївський навчально-виховний комплекс, вихователь |
| 10              | Мартян Віктор Іванович         | 04.11.2010            | середня            | член Партії регіонів                          | ПП «Зайцев», робочий                                  |
| 12              | Дубровний Володимир Іванович   | 04.11.2010            | середня спеціальна | член Партії регіонів                          | ПСРП «Рибартіль», робочий                             |
| 13              | Ратушна Надія Миколаївна       | 04.11.2010            | середня спеціальна | член Партії регіонів                          | Вереміївський навчально-виховний комплекс, вчитель    |
| 14              | Тарануха Тетяна Валеріївна     | 04.11.2010            | середня спеціальна | член Партії регіонів                          | СТОВ «Вереміївка», завідувачка їдальні                |
| 15              | Шаповал Наталія Василівна      | 04.11.2010            | середня спеціальна | член Партії регіонів                          | Вереміївська сільська рада, секретар                  |
| Самовисування   |                                |                       |                    |                                               |                                                       |
| 11              | Головко Сергій Васильович      | 04.11.2010            | середня            | позапартійний                                 | ПСРП «Рибартіль», рибалка                             |
| 16              | Сердюченко Катерина Михайлівна | 04.11.2010            | вища               | член Всеукраїнського об'єднання «Батьківщина» | Вереміївська дільнична лікарня, лікар                 |